# Shotokan Karate-do of United Nations
Shotokan Karate-do of United Nations (SKDUN) — міжнародна неполітична організація, що об’єднує традиційні до́дзьо шотокан-карате-до з більш ніж 70 країн світу. Організація проводить щорічні чемпіонати Європи та світу, а також низку спеціалізованих турнірів та семінарів.

## Історія
SKDUN було засновано 1993 року з метою створення демократичної та відкритої платформи для розвитку та популяризації шотокан-карате-до за межами Японії. У 2013 році на 21-й річниці організації було офіційно затверджено назву «Shotokan Karate-do of United Nations», ухвалено новий логотип і конституцію, а також сформовано Раду директорів.

## Структура та членство
Членство в SKDUN надається національним федераціям або асоціаціям шотокан-карате, які мають офіційного директора від країни. У великих державах можуть призначатися асоційовані директори за погодженням з центральним офісом.  
Заявки від додзьо або національних організацій спочатку розглядаються у статусі кандидата з випробувальним терміном. Остаточне затвердження відбувається щороку в жовтні.

## Змагання
SKDUN проводить кілька міжнародних турнірів:
- Чемпіонат Європи SKDUN — щорічно у квітні.[3]
- Чемпіонат світу SKDUN — щорічно у жовтні.[4]
- Kohai Cup — турнір для спортсменів 9–4 кю.
- Masters Grand Champion — змагання серед майстрів (по одній чоловічій та жіночій команді від кожної країни) у ката та куміте.
- Технічні семінари та гассьюку (спільні тренувальні збори з провідними інструкторами).

## Інновації та підхід
SKDUN першою серед традиційних шотокан-організацій:
- запровадила одночасні змагання для початківців (Kohai Cup) поруч із основними чемпіонатами;
- організувала окремі змагання серед майстрів (Masters Grand Champion);
- створила Молодіжну раду директорів для залучення молодих спортсменів до управління організацією.

## Представництво в Україні
В Україні skdun діє через офіційне представництво — SKDUN України, яка організовує тренування, змагання та атестації відповідно до міжнародних стандартів.Керівник Roman Maslihan 4 - Дан Шотокан карате-до.Технічний директор Volodymyr Medvedev 6 -Дан Шотокан карате-до

## Значущість
SKDUN є однією з найбільших і найвпливовіших міжнародних організацій у світі Шотокан-карате. Завдяки суворому дотриманню традиційних технік та філософії, SKDUN зберігає автентичність цього стилю, що робить її важливим центром для збереження культурної спадщини бойових мистецтв.
Організація сприяє міжнародній співпраці та обміну досвідом серед спортсменів і тренерів із різних країн, що підвищує рівень майстерності і стандартів викладання. Її чемпіонати є престижними подіями, які визначають найкращих спортсменів світу в традиційному шотокані.
Завдяки діяльності SKDUN, традиційне карате Шотокан поширюється у багатьох країнах, формуючи не лише спортивний, а й культурний та виховний аспект серед молоді. Це сприяє розвитку здорового способу життя, дисципліни та взаємоповаги серед учасників.

## Зовнішні посилання
- Офіційний сайт SKDUN
- Європейська федерація SKDUN
- YouTube-канал «Karate SKDUN»